# Döller-tó
A Döller-tó (szlovákul Okrúhle pleso, lengyelül Kolisty Staw) a Magas-Tátrában, a Malompataki-völgyben, a Csorbai-csúcs mentén, a Szentiványi-tó északi szomszédságában, 2105 m tengerszint feletti magasságban fekvő gleccsertó. Magas fekvése miatt gyakran a nyári hónapokban is jég borítja. A 110 m hosszú és 85 m széles tó 0,718 hektár területen fekszik. Legmélyebb pontja 8,5 m. A jégkorszak végén a gleccserek maradványaként keletkezett. Lefolyása nincs. Magyar elnevezésében Döller Antal (1831–1912), a Magyarországi Kárpát Egyesület és a Magyar Turista Egyesület Tátra Osztálya alapító tagjának nevét viseli.

## Képtár

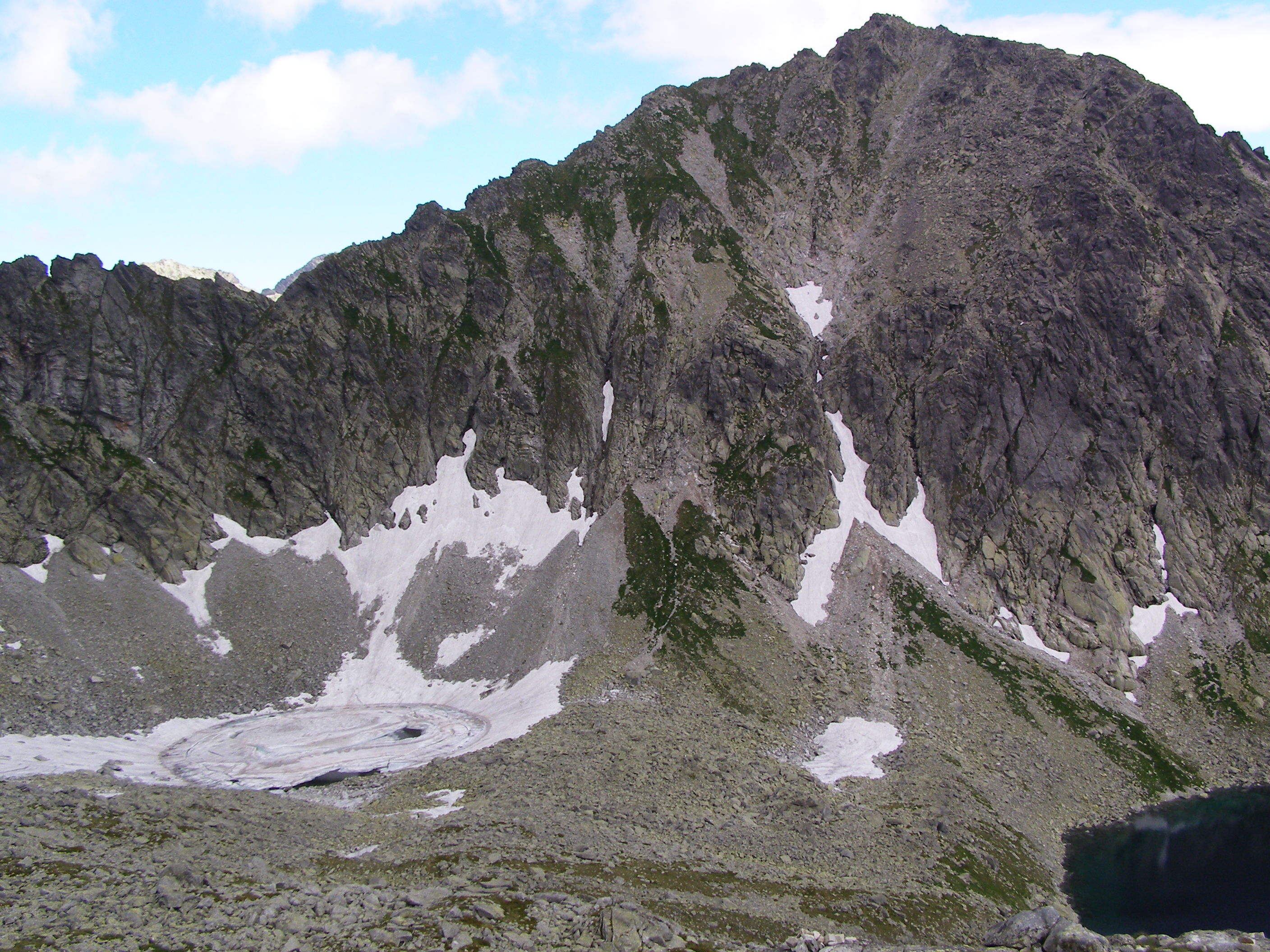
A Döller-tó a Lorenz-hágó felől
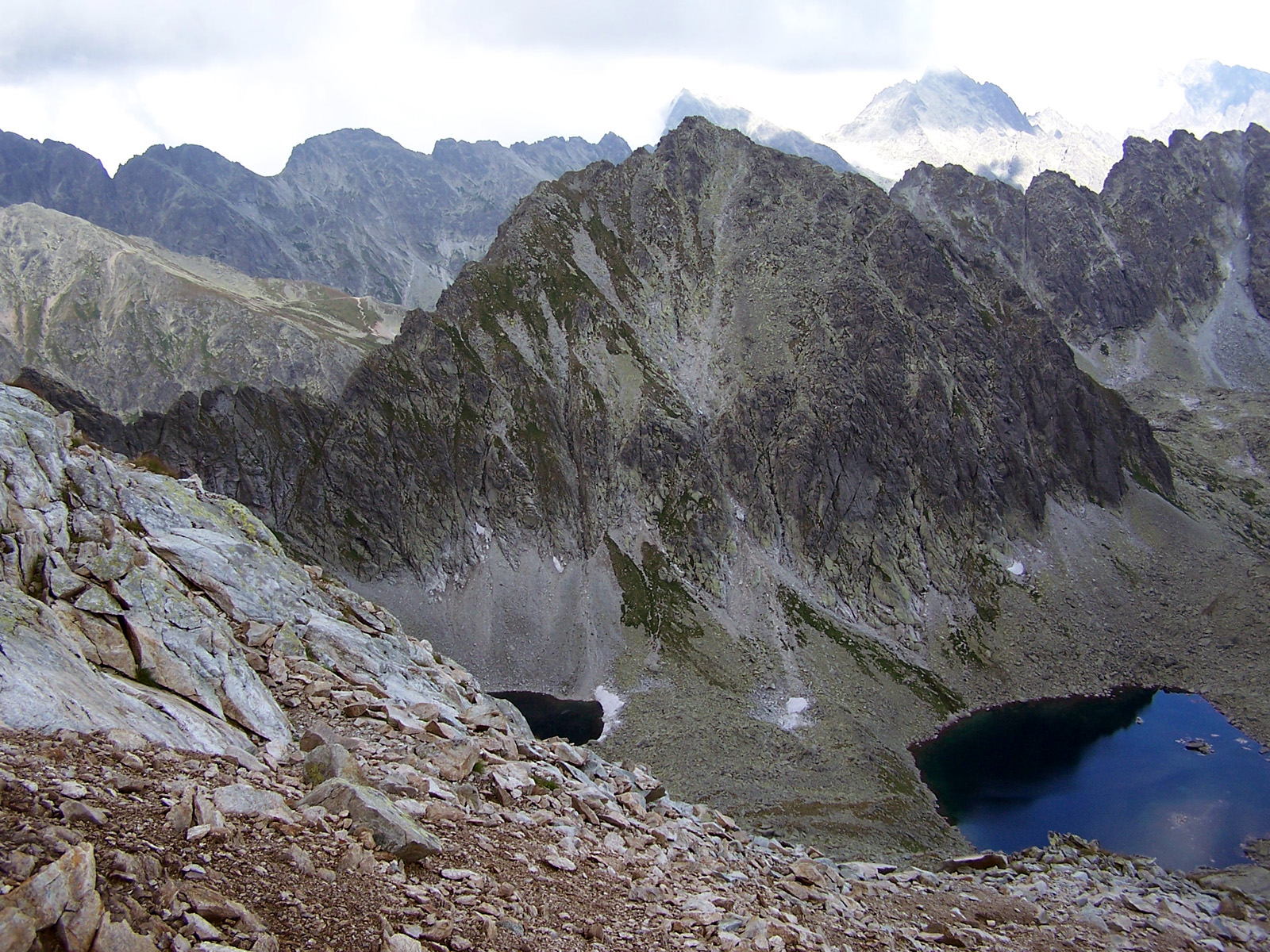
A Csorbai-csúcs mentén fekvő Döller- (balra) és Szentiványi-tó (jobbra)

## Fordítás
- Ez a szócikk részben vagy egészben a Okrúhle pleso című cseh Wikipédia-szócikk ezen változatának fordításán alapul.  Az eredeti cikk szerkesztőit annak laptörténete sorolja fel. Ez a jelzés csupán a megfogalmazás eredetét és a szerzői jogokat jelzi, nem szolgál a cikkben szereplő információk forrásmegjelöléseként.